# Granges-sur-Aube
Granges-sur-Aube è un comune francese di 179 abitanti situato nel dipartimento della Marna nella regione del Grand Est.

## Società

### Evoluzione demografica
Abitanti censiti